# Koszelewo (rejon bereski)
Koszelewo (biał. Кашалёва, Kaszalowa; ros. Кошелёво, Koszelowo) – wieś na Białorusi, w obwodzie brzeskim, w rejonie bereskim, w sielsowiecie Siehniewicze.

## Historia
W XIX i w początkach XX w. folwark położony w Rosji, w guberni grodzieńskiej, w powiecie prużańskim.
W dwudziestoleciu międzywojennym leżało w Polsce, w województwie poleskim, w powiecie prużańskim, do 22 stycznia 1926 w gminie Czerniaków, następnie do 1 kwietnia 1932 w gminie Rewiatycze i od 1 kwietnia 1932 w gminie Siechniewicze. W 1921 miejscowość liczyła 73 mieszkańców, zamieszkałych w 20 budynkach, w tym 65 Polaków i 8 Białorusinów. 53 mieszkańców było wyznania rzymskokatolickiego i 20 prawosławnego.
Po II wojnie światowej w granicach Związku Sowieckiego. Od 1991 w niepodległej Białorusi.